# Хајнан
Хајнан (кин: 海南, Hǎinánⓘ — јужни океан) најмања је и најјужнија покрајина НР Кине и једина која се налази у тропском појасу. Убедљиво највеће острво Хајнана је истоимено острво. НР Кина сматра да овој покрајини припадају и око 200 спорних малих острва у Јужном кинеском мору. Хајнан је највећа специјална економска зона у земљи, основа 1988. године.
Покрајина Хајнан има површину од 33.920 km² на којој живи 8,18 милиона људи. Вековима је Хајнан био део покрајине Гуангдунг или Гуангси, али је 1988. одвојен у засебну покрајину и проглашен специјалном економском зоном, за шта су планови постојали још од 1906. Главни град Хајнана је Хајкоу.
Хајнан је одвојен мореузом Ћингџоу од полуострво Лејџоу у покрајини Гуангдунг. Највиши врх острва је планина Вуџи (1876 m).
Клима покрајине је тропска, влажна и монсунска. Монсуни по правилу изазивају поплаве.
Привреда Хајнана се заснива на пољопривреди, туризму и индустрији, која је још у развоју и углавном се бави прерадом природних ресурса острва.
Етнички састав становништва је: 84% Хан Кинези, 14,7% Ли Кинези, 0,7% Хмонг, 0,6% Џуанг. Ли Кинези се сматрају староседеоцима острва.